# Isabel del Río
Isabel del Río   (Barcelona, 1983) és una escriptora catalana i treballadora del món del llibre des del 2009.

## Biografia
Llicenciada en Filosofia per la UAB, Isabel del Río, treballa com a redactora, documentalista, lectora professional i correctora per editorials, com Castellnou, Edicions 62 i la Galera, mitjans de comunicació i altres escriptors, com Francesc Miralles, Àlex Rovira i David Escamilla. És autora de més d'una dotzena d'obres entre novel·la, relats, poesia i assaig, tant en català com en castellà.
Col·labora en revistes digitals de gèneres fantàstics com Libros Prohibidos, El Biblionauta i Librújula i imparteix tallers d’escriptura i diferents activitats de foment de la lectura.
En el seu bloc La Odisea del Cuentista es poden seguir les seves passes i llegir les ressenyes de les seves darreres lectures, així com entrevistes a persones del món editorial.

## Obres
- Casa de títeres (Barcelona: Maikalili, 2008)
- La Casa de la Torre (Barcelona: La Galera, 2010). Finalista Premi Ramon Muntaner i Premi Ictineu (2011).
- Lovefool (Barcelona: Otros Mundos, 2014).
- La Vident de la lluna plena (Barcelona: Columna, 2015).
- Las Bocas de la Montaña: El Señor del Viento (Madrid: Atlantis, 2016). Guanyadora del Premi Isla de las Letras a la Millor novel·la fantàstica (2017).
- La playa subterránea (Villaviciosa: Camelot, 2018).
- Rojo sobre negro (Barcelona: Apache, 2018).
- En la casa de Ícelo (Madrid: InLimbo, 2022).
- Mare (Barcelona; Spècula, 2022). Guanyadora del Premi Imperdible al Millor llibre fantàstic en català (2022).